# Lekkoatletyka na Letnich Igrzyskach Olimpijskich 2016 – bieg na 100 m przez płotki kobiet
Bieg na 100 metrów przez płotki kobiet – jedna z konkurencji lekkoatletycznych rozgrywanych podczas igrzysk olimpijskich w Rio de Janeiro. Zawody były rozgrywane 16 i 17 sierpnia 2016 roku.
Obrończynią tytułu mistrzowskiego z 2012 roku była Australijka Sally Pearson.
W zawodach uczestniczyło 48 zawodniczek z 34 państw.

## Terminarz
Wszystkie godziny podane są w czasie brazylijskim (UTC-03:00) oraz polskim (CEST).
| Data             | Godzina rozpoczęcia | Godzina rozpoczęcia |            |
| Data             | UTC-03:00           | CEST                |            |
| ---------------- | ------------------- | ------------------- | ---------- |
| 16 sierpnia 2016 | 11:05               | 16:05               | Eliminacje |
| 17 sierpnia 2016 | 20:45               | 01:45               | Półfinały  |
| 17 sierpnia 2016 | 22:55               | 03:55               | Finał      |

## Rekordy
Tabela uwzględnia rekordy uzyskane przed rozpoczęciem biegu.
|                                | Zawodnik        | Wynik   | Miejsce | Data                 |
| ------------------------------ | --------------- | ------- | ------- | -------------------- |
| Rekord świata                  | Kendra Harrison | 12,20 s | Londyn  | 22 lipca 2016(dts)   |
| Rekord olimpijski              | Sally Pearson   | 12,35 s | Londyn  | 7 sierpnia 2012(dts) |
| Najlepszy wynik w sezonie 2016 | Kendra Harrison | 12,20 s | Londyn  | 22 lipca 2016(dts)   |

## Wyniki

### Eliminacje
Po 3 najlepsze zawodniczki z każdego biegu (Q) oraz 6 pozostałych z najlepszymi czasami (q) zakwalifikowały się do półfinałów.
Bieg 1
| Pozycja | Zawodniczka        | Reprezentacja     | Wynik | Uwagi |
| ------- | ------------------ | ----------------- | ----- | ----- |
| 1       | Kristi Castlin     | Stany Zjednoczone | 12,68 | Q     |
| 2       | Anne Zagré         | Belgia            | 12,85 | Q     |
| 3       | Nooralotta Neziri  | Finlandia         | 12,88 | Q     |
| 4       | Shermaine Williams | Jamajka           | 12,95 | q     |
| 5       | Susanna Kallur     | Szwecja           | 13,04 |       |
| 6       | Caridad Jerez      | Hiszpania         | 13,26 |       |
| 7       | Katy Sealy         | Belize            | 15,79 |       |
| –       | Mulern Jean        | Haiti             | DSQ   |       |

Bieg 2
| Pozycja | Zawodniczka         | Reprezentacja     | Wynik | Uwagi |
| ------- | ------------------- | ----------------- | ----- | ----- |
| 1       | Nia Ali             | Stany Zjednoczone | 12,76 | Q     |
| 2       | Phylicia George     | Kanada            | 12,83 | Q     |
| 3       | Pedrya Seymour      | Bahamy            | 12,85 | Q     |
| 4       | Wu Shuijiao         | Chiny             | 13,03 |       |
| 5       | Maila Machado       | Brazylia          | 13,09 |       |
| 6       | Michelle Jenneke    | Australia         | 13,26 |       |
| 7       | Kaciaryna Papłauska | Białoruś          | 13,45 |       |
| 8       | Beate Schrott       | Austria           | 13,47 |       |

Bieg 3
| Pozycja | Zawodniczka           | Reprezentacja   | Wynik | Uwagi |
| ------- | --------------------- | --------------- | ----- | ----- |
| 1       | Cindy Ofili           | Wielka Brytania | 12,75 | Q     |
| 2       | Nadine Hildebrand     | Niemcy          | 12,84 | Q     |
| 3       | Isabelle Pedersen     | Norwegia        | 12,86 | Q,    |
| 4       | Andrea Ivančević      | Chorwacja       | 12,90 | q,    |
| 5       | Brigitte Merlano      | Kolumbia        | 13,09 |       |
| 6       | Angela Whyte          | Kanada          | 13,09 |       |
| 7       | Elisawet Pesiridu     | Grecja          | 13,10 |       |
| 8       | Anastasija Pilipienko | Kazachstan      | 13,29 |       |

Bieg 4
| Pozycja | Zawodniczka      | Reprezentacja   | Wynik | Uwagi |
| ------- | ---------------- | --------------- | ----- | ----- |
| 1       | Cindy Roleder    | Niemcy          | 12,86 | Q     |
| 2       | Tiffany Porter   | Wielka Brytania | 12,87 | Q     |
| 3       | Nickiesha Wilson | Jamajka         | 12,89 | Q,    |
| 4       | Clélia Reuse     | Szwajcaria      | 12,91 | q     |
| 5       | Cindy Billaud    | Francja         | 12,98 | q     |
| 6       | Kierre Beckles   | Barbados        | 13,01 |       |
| 7       | Hanna Płoticyna  | Ukraina         | 13,12 |       |
| 8       | Marthe Koala     | Mjanma          | 13,41 |       |

Bieg 5
| Pozycja | Zawodniczka           | Reprezentacja | Wynik | Uwagi |
| ------- | --------------------- | ------------- | ----- | ----- |
| 1       | Jasmine Camacho-Quinn | Portoryko     | 12,70 | Q     |
| 2       | Alina Tałaj           | Białoruś      | 12,74 | Q     |
| 3       | Pamela Dutkiewicz     | Niemcy        | 12,90 | Q     |
| 4       | Nikkita Holder        | Kanada        | 12,92 | q,    |
| 5       | Tobi Amusan           | Nigeria       | 12,99 | q     |
| 6       | Karolina Kołeczek     | Polska        | 13,04 |       |
| 7       | Oksana Szkurat        | Ukraina       | 13,22 |       |
| 8       | Yvette Lewis          | Panama        | 13,35 |       |

Bieg 6
| Pozycja | Zawodniczka           | Reprezentacja     | Wynik | Uwagi |
| ------- | --------------------- | ----------------- | ----- | ----- |
| 1       | Brianna Rollins       | Stany Zjednoczone | 12,54 | Q     |
| 2       | Megan Simmonds        | Jamajka           | 12,81 | Q     |
| 3       | Sandra Gomis          | Francja           | 13,04 | Q     |
| 4       | Nadine Visser         | Holandia          | 13,07 |       |
| 5       | Fabiana Moraes        | Brazylia          | 13,22 |       |
| 6       | Valentina Kibalnikova | Uzbekistan        | 13,29 |       |
| 7       | Olena Janowska        | Ukraina           | 13,32 |       |
| –       | Reïna-Flor Okori      | Gwinea Równikowa  | DNS   |       |

### Półfinały
Po dwie najlepsze zawodniczki z każdego półfinału (Q) oraz 2 pozostałe z najlepszymi czasami (q) zakwalifikowały się do finału.
Półfinał 1
| Pozycja | Zawodniczka        | Reprezentacja     | Wynik | Uwagi |
| ------- | ------------------ | ----------------- | ----- | ----- |
| 1       | Brianna Rollins    | Stany Zjednoczone | 12,47 | Q     |
| 2       | Pedrya Seymour     | Bahamy            | 12,64 | Q     |
| 3       | Cindy Roleder      | Niemcy            | 12,69 | q     |
| 4       | Tiffany Porter     | Wielka Brytania   | 12,82 | q     |
| 5       | Shermaine Williams | Jamajka           | 12,86 |       |
| 6       | Andrea Ivančević   | Chorwacja         | 12,93 |       |
| 7       | Sandra Gomis       | Francja           | 13,23 |       |
| 8       | Alina Tałaj        | Białoruś          | 13,66 |       |

Półfinał 2
| Pozycja | Zawodniczka       | Reprezentacja     | Wynik | Uwagi |
| ------- | ----------------- | ----------------- | ----- | ----- |
| 1       | Nia Ali           | Stany Zjednoczone | 12,65 | Q     |
| 2       | Phylicia George   | Kanada            | 12,77 | Q     |
| 3       | Tobi Amusan       | Nigeria           | 12,91 |       |
| 4       | Nadine Hildebrand | Niemcy            | 12,95 |       |
| 5       | Clélia Reuse      | Szwajcaria        | 12,96 |       |
| 6       | Nooralotta Neziri | Finlandia         | 13,04 |       |
| 7       | Nickiesha Wilson  | Jamajka           | 13,14 |       |
|         | Jasmine Quinn     | Portoryko         | DSQ   |       |

Półfinał 3
| Pozycja | Zawodniczka       | Reprezentacja     | Wynik | Uwagi |
| ------- | ----------------- | ----------------- | ----- | ----- |
| 1       | Kristi Castlin    | Stany Zjednoczone | 12,63 | Q     |
| 2       | Cindy Ofili       | Wielka Brytania   | 12,71 | Q     |
| 3       | Isabelle Pedersen | Norwegia          | 12,88 |       |
| 4       | Pamela Dutkiewicz | Niemcy            | 12,92 |       |
| 5       | Megan Simmonds    | Jamajka           | 12,95 |       |
| 6       | Cindy Billaud     | Francja           | 13,03 |       |
|         | Nikkita Holder    | Kanada            | DSQ   |       |
|         | Anne Zagré        | Belgia            | DSQ   |       |

### Finał
| Pozycja | Zawodniczka     | Reprezentacja     | Wynik | Uwagi |
| ------- | --------------- | ----------------- | ----- | ----- |
| 1. !    | Brianna Rollins | Stany Zjednoczone | 12,48 |       |
| 2. !    | Nia Ali         | Stany Zjednoczone | 12,59 |       |
| 3. !    | Kristi Castlin  | Stany Zjednoczone | 12,61 |       |
| 4       | Cindy Ofili     | Wielka Brytania   | 12,63 |       |
| 5       | Cindy Roleder   | Niemcy            | 12,74 |       |
| 6       | Pedrya Seymour  | Bahamy            | 12,76 |       |
| 7       | Tiffany Porter  | Wielka Brytania   | 12,76 |       |
| 8       | Phylicia George | Kanada            | 12,89 |       |

Źródło: Rio 2016